# Omolara Omotosho
Omolara Omotosho (Akure, 25 maggio 1993) è una velocista nigeriana.

## Palmarès
| Anno | Manifestazione          | Sede           | Evento        | Risultato  | Prestazione | Note                  |
| ---- | ----------------------- | -------------- | ------------- | ---------- | ----------- | --------------------- |
| 2011 | Mondiali                | Taegu          | 4×400 m       | 6ª         | 3'29"82     |                       |
| 2011 | Giochi panafricani      | Maputo         | 400 m piani   | 8ª         | 53"19       |                       |
| 2012 | Campionati africani     | Porto-Novo     | 4×400 m       | Oro        | 3'28"77     |                       |
| 2012 | Giochi olimpici         | Londra         | 400 m piani   | Semifinale | 51"41       |                       |
| 2012 | Giochi olimpici         | Londra         | 4×400 m       | Finale     | dq          |                       |
| 2013 | Mondiali                | Mosca          | 400 m piani   | Semifinale | 52"38       |                       |
| 2013 | Mondiali                | Mosca          | 4×400 m       | 6ª         | 3'27"57     |                       |
| 2014 | Mondiali indoor         | Sopot          | 4×400 m       | 5ª         | 3'31"59     |                       |
| 2014 | World Relays            | Nassau         | 4×400 m       | Bronzo     | 3'23"41     |                       |
| 2014 | Giochi del Commonwealth | Glasgow        | 400 m piani   | Semifinale | 52"34       |                       |
| 2014 | Giochi del Commonwealth | Glasgow        | 4×400 m       | Argento    | 3'24"71     |                       |
| 2015 | Universiadi             | Gwangju        | 200 m piani   | Semifinale | dq          |                       |
| 2016 | Campionati africani     | Durban         | 4×400 m       | Argento    | 3'29"94     |                       |
| 2016 | Giochi olimpici         | Rio de Janeiro | 400 m piani   | Batteria   | 53"22       |                       |
| 2024 | Giochi panafricani      | Accra          | 4×400 m       | Oro        | 3'27"29     |                       |
| 2024 | Giochi panafricani      | Accra          | 4×400 m mista | Oro        | 3'13"26     | Record africano       |
| 2024 | Campionati africani     | Douala         | 4x400 m       | Oro        | 3'27"31     | Record dei campionati |